# Doubravice (ort i Tjeckien, Hradec Králové)
Doubravice är en ort i Tjeckien.   Den ligger i distriktet Okres Trutnov och regionen Hradec Králové, i den centrala delen av landet, 100 km öster om huvudstaden Prag. Doubravice ligger 382 meter över havet och antalet invånare är 372.
Terrängen runt Doubravice är platt söderut, men norrut är den kuperad. Runt Doubravice är det ganska tätbefolkat, med 86 invånare per kvadratkilometer. Närmaste större samhälle är Dvůr Králové nad Labem, 4,7 km nordost om Doubravice. Trakten runt Doubravice består till största delen av jordbruksmark.